# As the Eternal Cowboy
Against Me! as the Eternal Cowboy — второй альбом американской панк-группы Against Me!. Выпущен 3 ноября 2003 года лейблом Fat Wreck Chords. Первый альбом группы, на котором принял участие басист Эндрю Сьюард, за год до этого заменивший предыдущего бас-гитариста Дастина Фридкина. Продюсером альбома выступил Роб Макгрегор, который также продюсировал их предыдущий альбом. Выпуск альбома был предварён двумя синглами — Cavalier Eternal и Sink, Florida, Sink, на каждом из которых представлены различные вариации песен с альбома. As the Eternal Cowboy стал первым альбомом группы, попавшим в чарт Billboard, где занял 36-е место в Top Independent Albums.
В 2009 году лейбл Fat Wreck Chords выпустил The Original Cowboy — демозапись, которую группа сделала в процессе подготовки к записи альбома.

## История создания и запись
Against Me! анонсировали запись альбома в июле 2003 года, заявив, что будут работать с продюсером Робом Макгрегором, принимавшим участие в записи предыдущего альбома и двух ранних EP. Выпуск альбома был намечен на 4 ноября. Группа планировала записаться на Ardent Studios в Мемфисе. Студийные условия позволяли осуществить полностью аналоговую запись с минимальным количеством наложений. Чтобы убедиться, что Макгрегор прочувствует новые песни к моменту приезда группы в Мемфис, 15 июля, всего за несколько часов, Against Me! записали демо на Goldentone Studios в родном Гейнсвилле. The rest of the album was recorded that August at Ardent. Версия «Cavalier Eternal», записанная на Goldentone Studios, попала на альбом, так как глава Fat Wreck Chords Фэт Майк посчитал её удачнее версии, записанной на Ardent Studios.. Полная демозапись, сделанная на Goldenstone Studios была выпущена в 2009 году под названием The Original Cowboy.
Название альбома и список композиций были объявлены в сентябре 2003 года. Также группа сообщила, что лейбл No Idea Records выпустит синглы «Cavalier Eternal» и «Sink, Florida, Sink», на которых будут представлены альтернативные версии песен с альбома, записанные на Ardent Studios.
Том Гейбл описал запись 2003 года как концептуальный альбом, «исследующий любовь и войну», объясняя двусмысленность названия пластинки отсылкой к песням: «Eternal Cowboy» можно рассматривать как «символ силовой структуры», или же как «кого-либо вечно странствующего, потерянного и одинокого».

## Критика
| Оценки критиков | Оценки критиков |
| Источник        | Оценка          |
| --------------- | --------------- |
| AllMusic        | [ 8 ]           |

Критик Чарльз Спано из Allmusic дал Against Me! as the Eternal Cowboy четыре звезды из пяти, подметив, что альбом «мог бы быть более прилизанным, чем полюбившийся фэнам Reinventing Axl Rose, но как бы то ни было, As the Eternal Cowboy — полноценная кантри-фолк-панк запись, соответствующая самым строгим критериям любителей панк-рока». Он также назвал его «одним из немногих панк-альбомов начала 2000х, который выходит за рамки своего жанра и обладает достаточным рок-н-ролльным потенциалом, чтобы штурмовать мейнстрим».

## Список композиций
Все тексты написаны Томом Гейблом, вся музыка написана Томом Гейблом, Джеймсом Боумэном, Эндрю Сьюардом, Уорреном Оуксом.
| №                   | Название                                                             | Длительность |
| ------------------- | -------------------------------------------------------------------- | ------------ |
| 1.                  | «T.S.R. (This Shit Rules)»                                           | 1:35         |
| 2.                  | «Cliché Guevara»                                                     | 2:09         |
| 3.                  | «Mutiny on the Electronic Bay»                                       | 1:12         |
| 4.                  | «Sink, Florida, Sink»                                                | 2:40         |
| 5.                  | «Slurring the Rhythms»                                               | 2:42         |
| 6.                  | «Rice and Bread»                                                     | 1:42         |
| 7.                  | «A Brief Yet Triumphant Intermission»                                | 1:29         |
| 8.                  | «Unsubstantiated Rumors Are Good Enough for Me to Base My Life Upon» | 1:40         |
| 9.                  | «You Look Like I Need a Drink»                                       | 2:14         |
| 10.                 | «Turn Those Clapping Hands into Angry Balled Fists»                  | 4:46         |
| 11.                 | «Cavalier Eternal»                                                   | 2:53         |
| Общая длительность: | Общая длительность:                                                  | 25:07        |

## Участники записи
Группа
- Том Гейбл- электрогитара, вокал, обложка, концепция
- Джеймс Боумэн — электрогитара, бэк-вокал
- Эндрю Сьюард- бас-гитара, бэк-вокал
- Уоррен Оукс- барабаны

Производство
- Роб Макгрегор- продюсер
- Пит Мэттьюс- сведение, звукорежжисура
- Адам Хилл- ассистент звукорежиссёра
- Бред Блэквуд- мастеринг
- Брайан К. Уайнахт- фотограф

## Чарты
| Чарт                   | Высшая позиция |
| ---------------------- | -------------- |
| Top Independent Albums | 36             |

## The Original Cowboy
| Оценки критиков | Оценки критиков |
| Источник        | Оценка          |
| --------------- | --------------- |
| AllMusic        | [ 10 ]          |

В июле 2009 года Fat Wreck Chords выпустили полную версию демо к альбому, записанную 15 июля 2003 года, под названием The Original Cowboy. Говоря о данном релизе, Гейбл отмечает, что «The Original Cowboy по сути своей был пробным прогоном, но, слушая его сегодня, какой-то части меня стыдно за то, что мы перезаписали их второй раз». Незадолго до выхода релиза, лейбл выложил демоверсию песни «Unsubstantiated Rumors (Are Good Enough for Me to Base My Life On)» в формате MP3 для свободного скачивания.

### Критика
Кори Апар из Allmusic дал The Original Cowboy только 2,5 звезды из 5, назвав его «одной из тех записей, прослушивание которой вызывает вопрос — а зачем она была выпущена?». Он отметил, что песни «по сути звучат так же», как на самом альбоме, «в то время как демо обычно отличаются от готовых альбомных записей — сырые мелодии на акустической гитаре, нестройные хоровые припевы, даже тексты песен могут быть другими. Однако, 'Unsubstantiated Rumors' — единственная песня на альбоме, в которой прослеживаются существенные отличия». Также критике подверглось отсутствие на альбоме дополнительных материалов, таких как би-сайды и концертные записи.

### Список композиций
Все тексты написаны Томом Гейблом, вся музыка написана Томом Гейблом, Джеймсом Боумэном, Эндрю Сьюардом, Уорреном Оуксом.
| №  | Название                                                                           | Длительность |
| -- | ---------------------------------------------------------------------------------- | ------------ |
| 1. | «A Brief Yet Triumphant Introduction / Cliché Guevara»                             | 3:40         |
| 2. | «Mutiny on the Electronic Bay»                                                     | 1:13         |
| 3. | «T.S.R.»                                                                           | 1:39         |
| 4. | «Rice and Bread»                                                                   | 1:39         |
| 5. | «Cavalier Eternal»                                                                 | 2:52         |
| 6. | «Unsubstantiated Rumors (Are Good Enough for Me to Base My Life Upon)»             | 1:29         |
| 7. | «Slurring the Rhythms»                                                             | 2:41         |
| 8. | «You Look Like I Need a Drink / Turn Those Clapping Hands into Angry Balled Fists» | 7:02         |